# Trochita
Trochita là một chi ốc biển, là động vật thân mềm chân bụng sống ở biển trong họ Calyptraeidae.

## Các loài
Các loài trong chi Trochita gồm có:
- Trochita calyptraeaformis (Born, 1778)
- Trochita dhofarensis Taylor & Smythe, 1985
- Trochita trochiformis Gmelin[2]: đồng nghĩa của Trochita calyptraeaformis (Born, 1778)